# Иосафат (Булгак)
Иосафа́т Игна́тий Булга́к (пол. Jozafat Ignacy Bułhak, бел. Язафа́т Ігна́т Булга́к; 20 апреля 1758, Берестейское воеводство — 23 февраля [7 марта] 1838, Санкт-Петербург) — епископ Униатской церкви в Российской империи. Епископ туровский (1790—1795) и брестский (1798—1828), униатский митрополит Киевский, Галицкий и всея Руси (с 1817), архиепископ полоцкий (с 1833). Доктор теологии и канонического права (1785).

## Биография
Родился в шляхетской католической семье герба Сырокомля на территории Брестского воеводства Великого княжества Литовского. После присоединения Великого княжества Литовского к Российской империи его семья была записана как «польские» помещики Слонимского уезда Гродненской губернии Российской империи.
В 1763—1774 годах учился в базилианской школе Свято-Успенского Жировицкого монастыря Слонимского уезда Великого княжества Литовского.
В 1774 году Игнатий Булгак вступил в монашеский орден базилиан и получил монашеское имя Иосафат. Преподавал в монастырских школах в районе Беразвечи (сейчас г. Глубокое) и в Жировичах.
В 1782—1785 годах обучался в римской коллегии «de propaganda fide», где стал доктором теологии и доктором канонического права.
27 марта 1785 года был рукоположён в сан пресвитера. Хиротонию на епископство получил от Феодосия Ростоцкого и Стефана Левинского.
С 1786 года — епископ Пинский.
24 апреля 1787 года был официально номинирован на епископа, Турово-пинский викарный епископ.
С 1789 года — коадъютор Пинско-Туровской епархии.
В 1790—1799 годах — епископ Туровский (Пинско-Туровская епархия).
В 1795 году отстранён Екатериной II от церковного руководства; викариатства российской властью были закрыты с отправлением руководства викариата на пенсию.
В 1797 году письменно обращался к папского нунция в России кардиналу Лоренцо Литте о фактах религиозной дискриминации Российской империи над греко-католиками Киевской епархии и Пинской епархии.
С 12 октября 1798 до 1828 года — епископ Брестской епархии с резиденцией в г. Новогрудок, а с 1810 года — в Жировичах (Владимиро-Брестского епископства).
В 1804 году предназначен быть членом Римско-католической коллегии в Петербурге.
В 1814 году стал администратором епархии Вильны.
С 1817 года — митрополит Киевский, Галицкий и всея Руси (униатский «Киевский митрополит» без права официального титулования полностью на территории Российской империи, в 1838); с 27 января 1817 года — администратор Киево-Галицкой архиепархии; утверждён Святым Престолом как «Апостольский делегат». Номинирован российскими властями без согласия Святого Престола на «униатского митрополита для Российской империи».
С 1818 года — председатель второго департамента Римско-католической духовной коллегии, председатель этой коллегии, преобразованной с 1828 года в отдельную «особую греко-униатскую коллегию» (до 1838). И с 1818 года — епископ епархии Вильны, с 22 августа 1818 года — архиепископ Киево-Галицкой архиепархии. В 1818 г. назначен вице-президентом Российского Библейского общества и был причастен к популяризации перевода Священного Писания на польский язык для римо-католиков.
С середины 1822 года произошло усиление тенденций внутренней политики с последующей государственной реформой по управлению униатской церковью 1828, что привело к уменьшению роли униатской епархии и лично Иосафата Булгака. Его окружили отступниками, которых объединяла интрига приверженности «сближение» и постепенного «объединения» греко-католиков с Русской православной церковью.
В 1828 году — епископ диоцеза в Жировичах. В 1828—1833 годах — Епископ Литвы (Литовско—Виленская епархия).
Выступил публично против польского восстания 1830—1831 годов, что прогнозируемо подорвало его авторитет и влияние на католиков. Его пастырское послание 16 декабря 1830 года было распространено в количестве 2000 копий.
С 14 апреля 1833 года — архиепископ Полоцкий (архидиоцез Полоцка).
6 декабря 1833 года был награждён орденом святого Андрея Первозванного.
После восстановления российским императором Павлом I Брестской «греко-униатской епархии» осуществлял протекцию в пользу базилиан, пользовался большим влиянием благодаря поддержке князя Александра Голицына, возвращал греко-католические приходы, ранее перешедшие в православие.
Умер 23 февраля (7 марта) 1838 года в Санкт-Петербурге и был похоронен в Сергиевой Приморской пустыни под Троицким собором. При жизни он противостоял давлению власти Российской империи в деле ликвидации Брестской унии. После его смерти состоялся Полоцкий собор.

## Награды
- Орден Святой Анны 1-й степени (7 июля 1817)[11]
- Орден Святого Владимира 2-й степени (16 сентября 1826)[12]
- Орден Святого Александра Невского (23 апреля 1828); алмазные украшения к ордену (6 декабря 1831)[13]
- Орден Белого орла (6 декабря 1833)[14]
- Орден Святого апостола Андрея Первозванного (6 декабря 1833)[14]